# His People
His People è un film muto del 1925 diretto da Edward Sloman.
Una delle più importanti produzioni di soggetto ebraico degli anni Venti, il film affronta il tema della vita e dell'integrazione nella società americana degli immigrati ebrei nel Lower East Side di New York. Vi si ritrovano tutti gli elementi tipici nei film a soggetto ebraico di quegli anni negli Stati Uniti: la vita nel ghetto ebraico di New York, il conflitto generazionale, il rapporto tra modernità e tradizione, il rapporto con i vicini irlandesi.
Il film presenta forti analogie con Il cantante di jazz (1927); non solo molti dei personaggi e delle situazioni sono simili ma la parte del protagonista da ragazzo è in entrambi i casi interpretata dallo stesso attore bambino, Robert Gordon.

## Trama
Sammy e Morris, i due figli di un povero venditore ambulante ebreo russo nel Lower East Side di New York, causano non poche preoccupazioni al loro padre. Morris è il figlio prediletto, ma in realtà è pronto a sacrificare il suo legame con la famiglia in nome della sua carriera di avvocato. Sammy è il figlio in apparenza ribelle: fa il pugile e ama fin da bambino una ragazza irlandese vicina di casa. È quello tuttavia sempre pronto a sacrificarsi per i genitori e la famiglia. Alla fine i genitori  impareranno ad accettare gli inevitabili cambiamenti della vita americana e i figli non abbandoneranno l'orgoglio per le loro origini. La famiglia si ritroverà riconciliata rinsaldando il proprio ruolo come fonte di amore e rispetto.

## Produzione
Il film fu prodotto dalla Universal Pictures

## Distribuzione
La Universal Pictures fece uscire il film nelle sale cinematografiche USA il 1 novembre 1925 e quindi internazionalmente.